# Aceite de cuphea

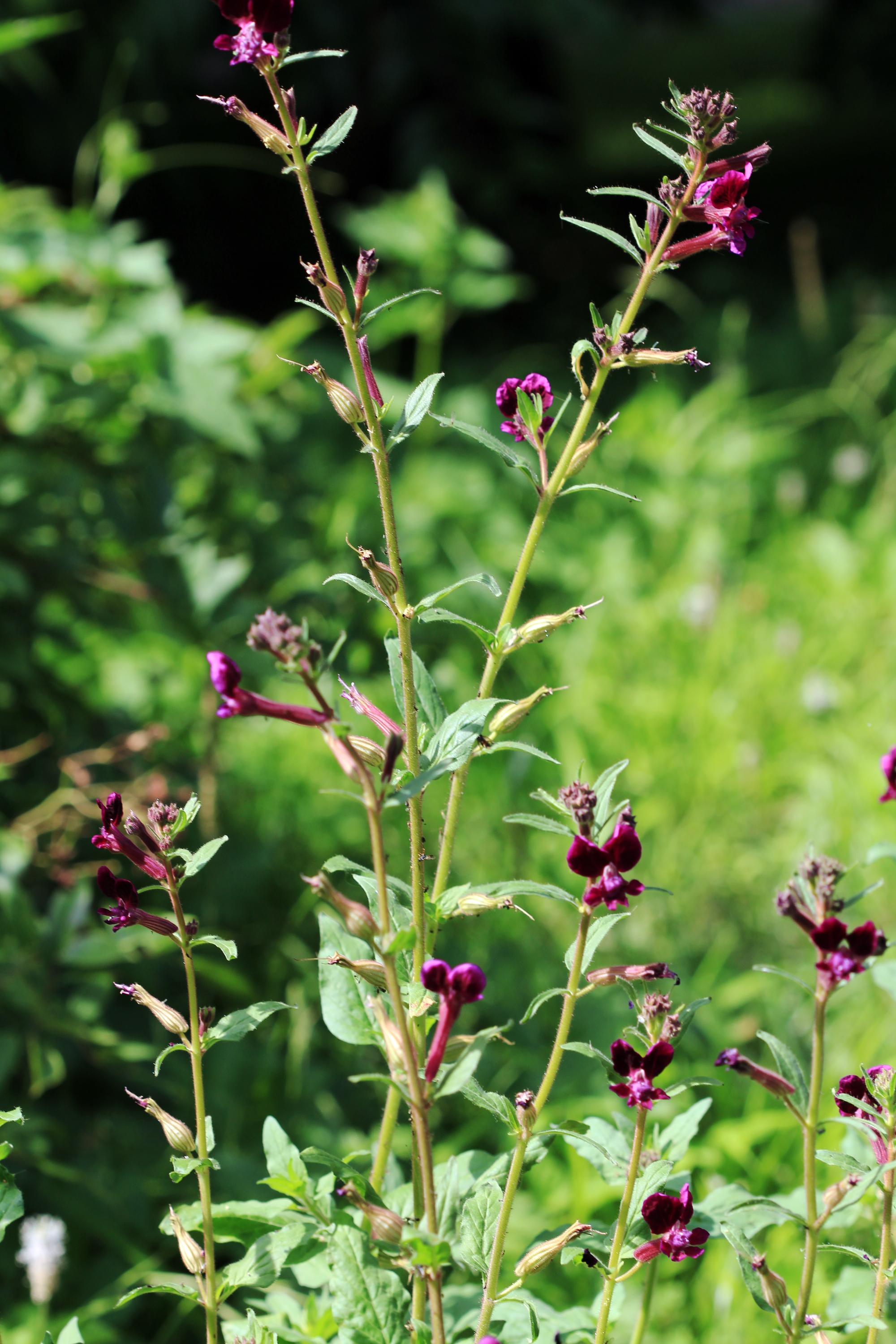
Planta de Cuphea en el Jardín Botánico de la Universidad Carolina, Praga, República Checa.

Aceite de cuphea es el aceite exprimido de las semillas de varias especies del género Cuphea. El interés en los aceites Cuphea es relativamente reciente, como fuente de triglicéridos de cadena media, como los encontrados en el aceite de coco y aceite de palma. Aceite de Cuphea es de interés debido a que crece en climas donde las palmas - la fuente de estos dos aceites - no crecen.
El contenido de ácidos grasos de aceites Cuphea son los siguientes. La composición de aceite de coco se incluye para comparación:
| Species           | Caprílico | Cáprico | Láurico | Mirístico | Otros |
| ----------------- | --------- | ------- | ------- | --------- | ----- |
| C. painteri       | 73.0%     | 20.4%   | 0.2%    | 0.3%      | 6.1%  |
| C. hookeriana     | 65.1%     | 23.7%   | 0.1%    | 0.2%      | 10.9% |
| C. koehneana      | 0.2%      | 95.3%   | 1.0%    | 0.3%      | 3.2%  |
| C. lanceolata     |           | 87.5%   | 2.1%    | 1.4%      | 9.0%  |
| C. viscosissima   | 9.1%      | 75.5%   | 3.0%    | 1.3%      | 11.1% |
| C. carthagenensis |           | 5.3%    | 81.4%   | 4.7%      | 8.6%  |
| C. laminuligera   |           | 17.1%   | 62.6%   | 9.5%      | 10.8% |
| C. wrightii       |           | 29.4%   | 53.9%   | 5.1%      | 11.6% |
| C. lutea          | 0.4%      | 29.4%   | 37.7%   | 11.1%     | 21.4% |
| C. epilobiifolia  |           | 0.3%    | 19.6%   | 67.9%     | 12.2% |
| C. stigulosa      | 0.9%      | 18.3%   | 13.8%   | 45.2%     | 21.8% |
| Coconut           | 8.0%      | 7.0%    | 48.0%   | 18.0%     | 19.0% |

Este aceite es también fuente de simple Ácido graso. C. painteri, por ejemplo, es rico en ácido caprílico (73%), en C. carthagenensis contiene un 81% de ácido láurico. C. koehneana puede ser el más rico en ácido graso, con un 95% de su contenido en ácido cáprico.